# Nikolai Ilkov
Nikolai Ilkov –en búlgaro, Николаи Илков– (21 de febrero de 1955) es un deportista búlgaro que compitió en piragüismo en la modalidad de aguas tranquilas.
Participó en los Juegos Olímpicos de Moscú 1980, obteniendo una medalla de bronce en la prueba de C2 500 m.

## Palmarés internacional
| Juegos Olímpicos | Juegos Olímpicos | Juegos Olímpicos  | Juegos Olímpicos |
| Año              | Lugar            | Medalla           | Competición      |
| ---------------- | ---------------- | ----------------- | ---------------- |
| 1980             | Moscú (URSS)     | Medalla de bronce | C2 500 m         |